# 600 î.Hr.
Milenii: Mileniul al II-lea î.Hr. - Mileniul I î.Hr. - Mileniul I
Secole: Secolul al VIII-lea î.Hr. - Secolul al VII-lea î.Hr. - Secolul al VI-lea î.Hr.
Decenii: Anii 630 î.Hr. Anii 620 î.Hr. Anii 610 î.Hr. Anii 600 î.Hr. Anii 590 î.Hr. Anii 580 î.Hr. Anii 570 î.Hr.
Ani: 609 î.Hr. 608 î.Hr. 607 î.Hr. 606 î.Hr. 605 î.Hr. 604 î.Hr. 603 î.Hr. 602 î.Hr. 601 î.Hr. 600 î.Hr.
Anii 600 î.Hr. - reprezintă perioada 609 î.Hr. - 600 î.Hr.

## Evenimente
- Fondarea orașului Milano de către celți